# ソゥリスヴァトン湖
ソゥリスヴァトン (氷語: Þórisvatn) はアイスランド最大の湖である。アイスランド中央高地を横切るスプレィンギサンドゥル道 (en) の南端近くにある。
ホーフス氷河から流れるショウルス川をせき止めた面積約88 km²のため池であるが、面積は季節により大きく変化する。湖の南端に水力発電所がある。アイスランドの他の多くの湖と同様、氷河あるいは火山の湖の特徴として、湖水ははっきりとした緑色である。